# Venucia M50V

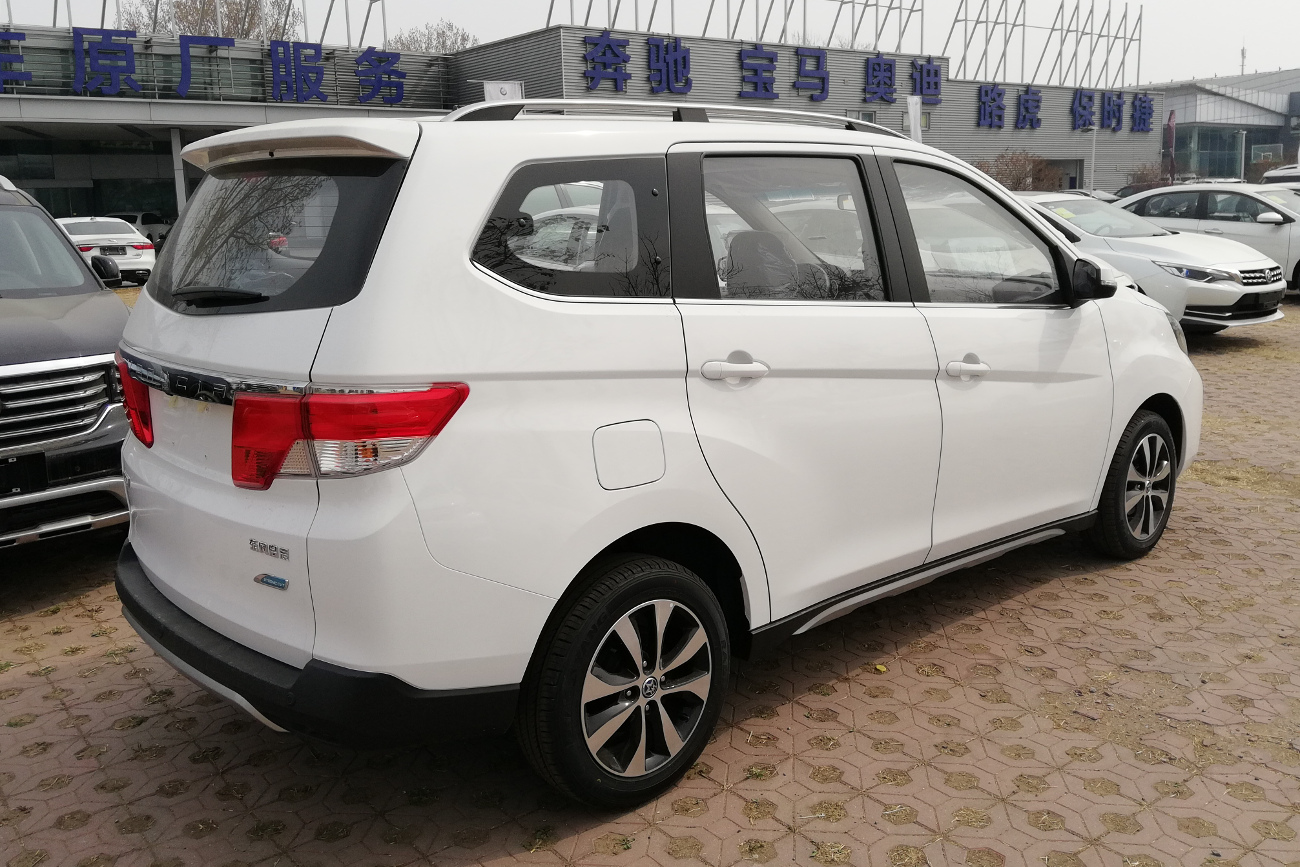
Вид сзади

Venucia M50V — компактвэн, выпускавшийся подразделением Venucia компании Dongfeng с 2016 по 2020 год.

## Описание
Venucia M50V дебютировал в апреле 2017 года на Шанхайском автосалоне, а в конце 2017 автомобиль начал продаваться на китайском рынке. Его цены варьировались от 65800 до 84900 юаней.

## Технические характеристики
Venucia M50V оснащался двигателями Nissan HR объёмом 1,5—1,6 л, каждый из которых сочетался в паре с пятиступенчатой механической или же с бесступенчатой трансмиссией.